# Havrîlivka, Romnî
Havrîlivka (în ucraineană Гаврилівка) este localitatea de reședință a comunei Hrîșîne din raionul Romnî, regiunea Sumî, Ucraina.

## Demografie
Componența lingvistică a localității Havrîlivka
     Ucraineană (96,63%)
     Rusă (2,76%)
     Alte limbi (0,31%)
Conform recensământului din 2001, majoritatea populației localității Havrîlivka era vorbitoare de ucraineană (96,63%), existând în minoritate și vorbitori de rusă (2,76%).